# Михаил Фрадзескакис
Михаил Фрадзескакис (на гръцки: Μιχαήλ Φρατζεσκάκης) е гръцки учител и революционер, деец на Гръцката въоръжена пропаганда в Македония от началото на XX век.

## Биография
Михаил Фрадзескакис е роден във Вамос на остров Крит. Присъединява се към гръцката пропаганда в Македония и действа в Западна Македония. Под псевдонима Манолис Кафедзопулос (Μανώλης Καφετζόπουλος) става директор на гръцкото училище в Бел камен и е инспектор на гръцките училища в Преспа. Арестуван е от властите и затворен. По-късно работи като адвокат. Обявен е за агент от I ред.